# Bluetooth Low Energy
Bluetooth Low Energy (Bluetooth LE, coloquialmente BLE, anteriormente comercializado como Bluetooth Smart) é uma tecnologia de rede de área pessoal sem fio projetada e comercializada pelo Bluetooth Special Interest Group (Bluetooth SIG) voltada para novas aplicações em saúde, fitness, beacons, segurança e indústrias de entretenimento doméstico. Comparado ao Bluetooth Clássico, o Bluetooth Low Energy destina-se a fornecer consumo e custo de energia consideravelmente reduzidos, enquanto mantém um alcance de comunicação semelhante. Sistemas operacionais móveis, incluindo iOS, Android, Windows Phone e BlackBerry, além do macOS, Linux, Windows 8 e Windows 10, oferecem suporte nativo ao Bluetooth Low Energy.

## Compatibilidade
O Bluetooth Low Energy não é compatível com o protocolo anterior (geralmente chamado de "clássico") Bluetooth Basic Rate/Enhanced Data Rate (BR/EDR). A especificação Bluetooth 4.0 permite que os dispositivos implementem um ou ambos os sistemas LE e BR/EDR.
O Bluetooth Low Energy usa as mesmas frequências de rádio 2.4 GHz do Bluetooth clássico, o que permite que dispositivos de modo duplo compartilhem uma única antena de rádio. O BLE, no entanto, usa um sistema de modulação mais simples.

## Marca

O logo do Bluetooth Smart usado anteriormente

Em 2011, o Bluetooth SIG anunciou o logotipo Bluetooth Smart, a fim de esclarecer a compatibilidade entre os novos dispositivos de baixa energia e outros dispositivos Bluetooth.
- O Bluetooth Smart Ready indica um dispositivo de modo duplo compatível com periféricos clássicos e de baixa energia.[5]
- O Bluetooth Smart indica um dispositivo de baixa energia que requer um Smart Ready ou outro dispositivo Smart para funcionar.

Com as informações de marca do Bluetooth SIG de maio de 2016, o Bluetooth SIG começou a eliminar gradualmente os logotipos e as marcas com as palavras Bluetooth Smart e Bluetooth Smart Ready e voltou a usar o logotipo e as marcas usando a palavra Bluetooth.  O logotipo usa uma nova cor azul.

## Mercado alvo
O Bluetooth SIG se identifica com vários mercados para a tecnologia de baixa energia, principalmente nos setores de casa inteligente, saúde, esporte e fitness. As vantagens citadas incluem:
- baixos requisitos de energia, operando por "meses ou anos" em uma pilha de relógio
- tamanho pequeno e baixo custo
- compatibilidade com uma grande quantidade já em utilização de telefones celulares, tablets e computadores

## História
Em 2001, os pesquisadores da Nokia determinaram vários cenários que as tecnologias sem fio contemporâneas não abordaram inicialmente. A empresa começou a desenvolver uma tecnologia sem fio adaptada ao padrão Bluetooth, que proporcionaria menor uso e custo de energia, além de minimizar suas diferenças em relação à tecnologia Bluetooth. Os resultados foram publicados em 2004 usando o nome Bluetooth Low End Extension. 
Após um maior desenvolvimento com parceiros, em particular a Logitech e no projeto europeu MIMOSA,  e promovido e apoiado ativamente pela STMicroelectronics desde seu estágio inicial,  a tecnologia foi lançada ao público em outubro de 2006 com a marca Wibree. Após negociações com os membros do Bluetooth SIG, foi alcançado um acordo em junho de 2007 para incluir o Wibree em uma especificação futura do Bluetooth como uma tecnologia Bluetooth de ultra baixa energia.
A tecnologia foi comercializada como Bluetooth Smart e a integração na versão 4.0 da Core Specification foi concluída no início de 2010. O primeiro smartphone a implementar a especificação 4.0 foi o iPhone 4S, lançado em outubro de 2011. Vários outros fabricantes lançaram dispositivos Bluetooth Low Energy Ready em 2012.
O Bluetooth SIG apresentou oficialmente o Bluetooth 5 em 16 de junho de 2016 durante um evento de imprensa em Londres. Uma mudança no lado do marketing é que eles diminuíram o número da versão, então agora apenas se chamava Bluetooth 5 (e não Bluetooth 5.0 ou 5.0 LE como o Bluetooth 4.0). Esta decisão foi tomada supostamente para "simplificar o marketing e comunicar os benefícios do usuário com mais eficácia".  Do lado técnico, o Bluetooth 5 quadruplicará o alcance usando maior potência de transmissão ou camada física codificada, dobrará a velocidade usando a metade opcional do tempo simbólico em comparação com o Bluetooth 4.x, e proporcionará um aumento de oito vezes na capacidade de transmissão de dados ao aumentar o comprimento dos dados usados para publicidade das transmissões Bluetooth de baixa energia em comparação com o Bluetooth 4.x, o que pode ser importante para aplicações de IoT das quais nós estão conectados por toda uma residência. 
O Bluetooth SIG lançou oficialmente as especificações de Mesh Profile e Mesh Model em 18 de julho de 2017. A especificação Mesh permite o uso do Bluetooth Low Energy para comunicações de dispositivos muitos-para-muitos para automação residencial, redes de sensores e outras aplicações.

## Implementação

### Chip
Iniciando no final de 2009, os circuitos integrados Bluetooth Low Energy foram anunciados por vários fabricantes. Esses ICs geralmente usam rádio de software para que as atualizações da especificação possam ser instaladas por meio de uma atualização de firmware.

### Hardware
Os dispositivos móveis atuais são normalmente lançados com suporte de hardware e software para ambos Bluetooth clássico e o Bluetooth Low Energy.

### Sistemas operacionais
- iOS 5 e posterior [20]
- Windows Phone 8.1[21]
- Windows 8 e posterior[22]
- Android 4.3 e posterior[23] (com suporte nativo a partir do Android 13)
- BlackBerry 10[24]
- Linux 3.4 e posterior através do BlueZ 5.0 [25]
- Unison OS 5.2[26]
- macOS 10.10